# Emeka Anyaoku
Eleazar Chukwuemeka Anyaoku (Obosi, Estado de Anambra, 18 de enero de 1933) es un diplomático nigeriano.
Fue el tercer Secretario General de la Mancomunidad de Naciones . Es un nigeriano de ascendencia igbo. Ha recibido los Honores Nacionales de Nigeria y la Real Orden Victoriana .

## Formación
Estudió Filología Clásica en la Universidad de Ibadán. Completó estudios en la Universidad de Londres en 1959 como clasicista.

## Carrera como político
En 1959, comenzó a trabajar en Cooperación para el Desarrollo de la Commonwealth. Tras la independencia de Nigeria de Gran Bretaña, se unió al servicio diplomático y fue embajador de Nigeria ante las Naciones Unidas en 1963.
Desde 1966 fue Director Adjunto de Asuntos Internacionales de la Commonwealth. Entre 1968 y 1969, el gobierno militar nigeriano intentó destituir a Anyaoku porque supuestamente existían dudas sobre su lealtad. Pero Emeka Anyaoku su solicitud no fue concedida.
En 1977 fue elegido Secretario General interino de la Commonwealth. En 1983 fue nombrado Ministro de Asuntos Exteriores de Nigeria. Tras el golpe militar a finales de ese año, regresó a su puesto de Secretario General interino de la Commonwealth con el apoyo los gobiernos de la Commonwealth.
En la Cumbre de la Commonwealth de Kuala Lumpur en 1989 fue elegido  Secretario General de la Commonwealth. Fue reelegido en la Cumbre de la Commonwealth de 1993 en Limassol para un segundo mandato a partir de 1995. Su sucesor en este cargo fue Donald McKinnon .
Participó en el referéndum de Gibraltar de 1967, la guerra civil nigeriana de 1967-70, la crisis constitucional de 1969-70 en San Cristóbal y Nieves y Anguila, el boicot a los Juegos de la Commonwealth durante la década de 1980 y el proceso que condujo a la democracia en Zimbabue, Namibia y Sudáfrica . También estuvo relacionado con el establecimiento de una oficina en las Naciones Unidas para los pequeños países de la Commonwealth. En la primavera de 1997, organizó la primera Cumbre de la Commonwealth africana para apoyar los avances democráticos y la buena gobernanza en el continente africano .

## Ichie Adazie de Obosi
El jefe Anyaoku cumplió con sus funciones como 'Ichie Adazie' de Obosi, una jefatura tradicional 'Ndichie'. En 1991, los líderes de las 19 comunidades del “Clan Idemili” en su estado de Anambra le otorgaron el título de “Ugwumba Idemili”. Su esposa, Bunmi, también ostenta la jefatura – Ugoma Obosi e Idemili – por derecho propio.

## Vida
Emeka Anyaoku está casado con Bunmi Anyaoku desde 1962. Bunmi Anyaoku pertenece a la familia real de Abeokuta en Nigeria. Los cuatro hijos de la pareja son Adiba y Oluyemisi, Obiechina y Emenike.
Emeka Anyaoku es un devoto anglicano como su padre.
En 2003 recibió un doctorado honorario de la Universidad Abierta de Gran Bretaña. También fue miembro de las juntas directivas del Instituto Internacional de Estudios Estratégicos de Londres y de la Comisión Mundial de Bosques y Desarrollo Sostenible. Fue presidente de la Royal Commonwealth Society, de la Royal African Society y fideicomisario del Museo Británico .
Durante ocho años, de 2002 a 2009, fue presidente del Fondo Mundial para la Naturaleza.